# 宋小宝
宋小宝（1981年1月5日—），本名宋宝利，吉林省通化市辉南县人，东北二人转演员。中国艺术家赵本山的徒弟。

## 生平
2011年辽宁卫视春节联欢晚会和师父赵本山等人联袂出演小品《相亲》，并从此开始被全国观众所熟悉。

## 綜藝節目
- 2016年全員加速中第二季
- 2021年 青春環遊記3（固定成员）

## 影视作品

### 电视剧
- 2009 关东大先生 饰演 范四
- 2012 不是钱的事 饰演 张兴旺
- 2012 樱桃 饰演 葛望
- 2013 第22条婚规 饰演 张铎
- 2013 樱桃红 饰演 赵老乐
- 2014 收获的季节 饰演 金翰林
- 2014 男人四十要出嫁 饰演 周六福
- 2014 老兵 饰演 吴天宝
- 2015 爹妈满院 饰演 张万泉
- 2016 第22条婚规2 饰演 张铎
- 2021 大饭店传奇(网络剧) 饰演 蔡六斤
- 2021 刘老根4(网络剧)饰演 老宋头
- 2022 刘老根5(网络剧)饰演 老宋头
- 2023 鹊刀门传奇(网络剧)饰演 高大毛
- 2025 鹊刀门传奇二(网络剧)饰演 高大毛

### 电影
- 2013 光辉岁月 饰演 海达
- 2015 煎饼侠 饰演 小品侠
- 2016 过年好
- 2017 缝纫机乐队 饰演 破吉他乐队的成员（客串）
- 2020 囧妈 饰演 东北大哥
- 2021 发财日记 饰演 小宝（宋小宝导演[1][2]）网络电影
- 2022 李茂扮太子
- 2022 你是我的春天
- 2024 窗前明月，咣 饰 费什·李
- 2025 火锅艺术家 饰 小天
- 2025 长安的荔枝 饰 宋天罡

## 奬项
- 2011国剧盛典获2011年度最佳男配角
- 2016年金爵獎最佳男主角（最後五強）